# Jason Moss
Jason Michael Moss (3 de febrero de 1975 – 6 de junio de 2006) fue un abogado estadounidense especializado en defensa criminal, más conocido como el autor de "The Last Victim: A True-Life Journey into the Mind of the Serial Killer" (1999) (La Última Víctima: Un viaje a la vida real y a la mente del Asesino en Serie).

## Biografía
Moss nació en Bethpage, Nueva York, en 1975 y se educó en escuelas locales. Se graduó summa cum laude en la Universidad de Nevada, Las Vegas. Como estudiante titulado con honores, completó un proyecto de investigación acerca de las mentes de asesinos en serie, manteniendo correspondencia con ellos y obteniendo entrevistas. A la edad de 19 años, se reunió dos veces en prisión con John Wayne Gacy, menos de dos meses antes de que el asesino fuera ejecutado. Sacudido por la experiencia, en la que se sintió psicológicamente manipulado, Moss tuvo pesadillas. Escribió un libro sobre su proyecto y sus efectos, siendo coautor del mismo su profesor y asesor Jeffrey Kottler. Fue publicado en 1999 con el título de "The Last Victim: A True-Life Journey into the Mind of the Serial Killer"(La Última Víctima: Un Viaje a la Vida real y a la Mente del Asesino en Serie.)
Después de la universidad, Moss realizó prácticas con el Servicio Secreto Estadounidense y con la Agencia de Alcohol, Tabaco, y Armas de Fuego. En 2002 se graduó en leyes en la Escuela Universitaria de Míchigan. Llegó a llevar la defensa de un caso criminal en Henderson, Nevada. Estaba casado con Charlotte Moss.
Su libro más popular, The last victim (una memoria sobre su exploración de las mentes de asesinos en serie encarcelados), empezó como proyecto de investigación universitario, para lo que mantuvo correspondencia y realizó entrevistas personales con varios asesinos notorios.
Suicidio
Jason Moss se suicidó disparándose un tiro en la cabeza en su casa de Henderson, Nevada, en la mañana del 6 de junio de 2006, posiblemente como resultado de la depresión que padecía. Se ha especulado si la fecha de suicidio escogida (6/6/06; similar al número 666 que en el Apocalipsis se asocia con el diablo) pudiese tener algún significado. Según su colega Kottler, Moss había asimilado intensamente "el material satánico" que utilizó cuando preparaba su correspondencia con asesinos en serie y mientras iba escribiendo su libro, aunque parecía animado en su última conversación antes de su muerte.

## Obra
The Last Victim
Mientras escribía su tesis de graduación en la UNLV, Moss estableció relaciones con los asesinos en serie condenados y encarcelados John Wayne Gacy, Richard Ramírez, Henry Lee Lucas, Jeffrey Dahmer, y Charles Manson. Para acceder a ellos les hablaba de temas de su interés, adoptando el papel de discípulo, admirador, sustituto o víctima potencial según fuese necesario. Iniciaba sus relaciones a través de correspondencia postal. Según Kottler, Moss se informó acerca de la adoración del diablo y de los rituales satánicos antes de contactar con Ramírez.
Moss declaró más tarde que la relación más fuerte de las que estableció fue la mantenida con Gacy. Su intercambio de cartas dio paso a llamadas telefónicas regulares los domingos por la mañana, en las que Gacy reiteró su inocencia. En su libro, Moss analizó el desarrollo de su correspondencia con Gacy, poco antes de que el asesino fuera ejecutado. Afirmó que llegó a considerar a Gacy la "última víctima" del proceso durante sus reuniones presenciales. Mientras asimilaba como había engañado a Gacy intencionadamente, también se sentía desbordado y manipulado por él, de la misma manera en la que pudo haber manipulado y controlado a sus víctimas. Moss concluyó que su experiencia le permitió obtener un adecuado entendiendo de cómo trabaja la mente de un asesino en serie.
Recepción
El libro se convirtió rápidamente en un éxito de ventas. En 2000 se preparó una edición de bolsillo, que también entró en las listas del New York Times.  Una adaptación cinematográfica del libro,  titulada Dear Mister Gacy,  se estrenó en 2010, protagonizada por Jesse Moss (sin ninguna relación con el escritor) y por William Forsythe.